# ジョヴァンニ・ボッカッチョ

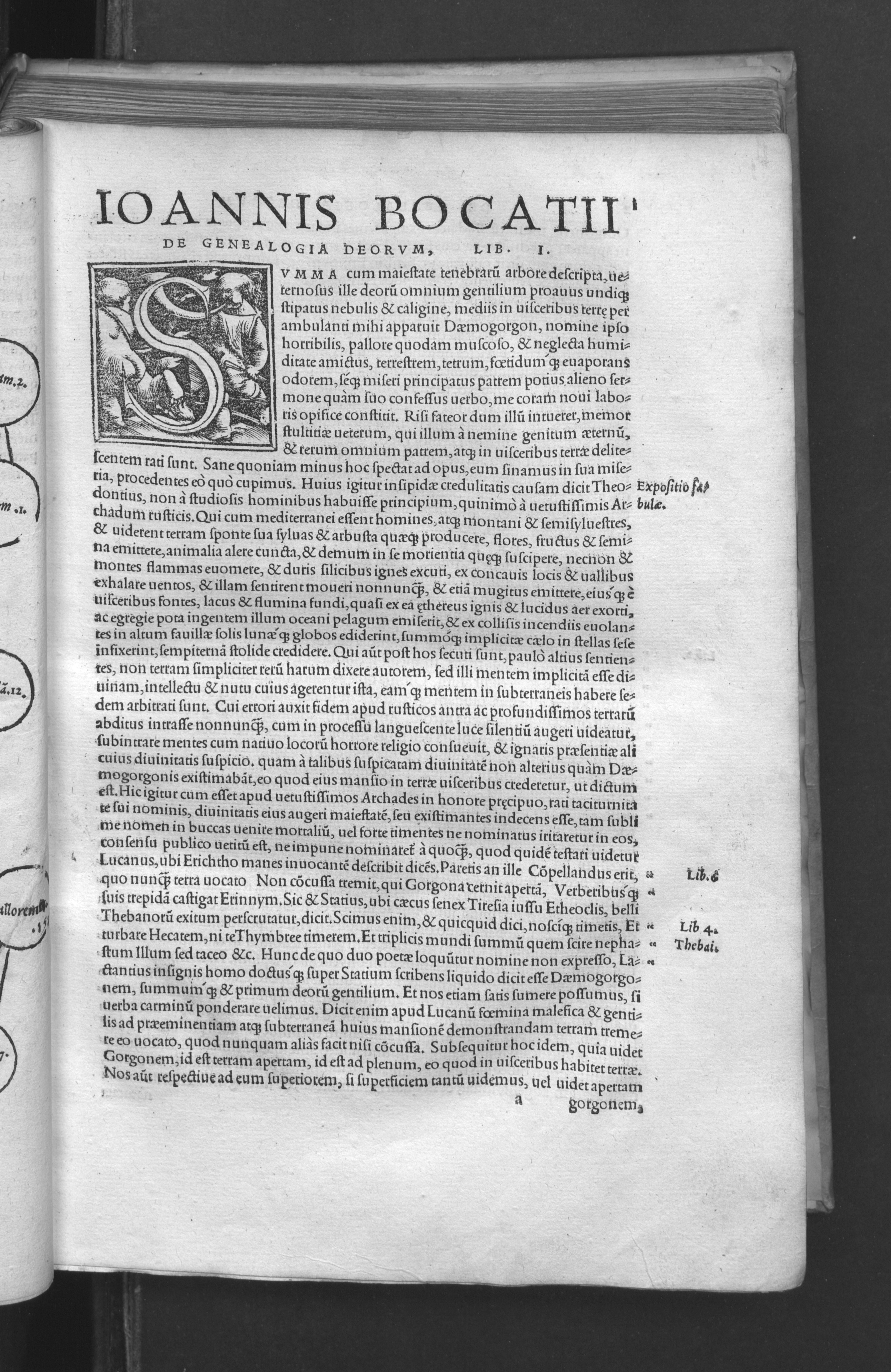
Genealogia deorum gentilium, 1532

ジョヴァンニ・ボッカチオ（伊: Giovanni Boccaccio, 1313年6月16日 - 1375年12月21日）は、中世イタリア、フィレンツェの詩人、散文作家、イタリアルネサンス期のヒューマニスト（人文主義者）。

## 生涯
フィレンツェ商人の父と名もなきフランス人女性との間に私生児として生まれたとされるが、出生地は不明であり、チェルタルドやパリとする説もある。なお、ボッカッチョの父はすぐに彼を認知する。
ボッカッチョはフィレンツェで成長し、家庭教師であるジョヴァンニ・ディ・ドメニコ・マッツオーリ・ダ・ストゥラーダによって早くからダンテの作品を学んでいたと言われている。
代表作は1349年から1351年に書かれた『デカメロン』（十日物語）。初期の作品には『女神ディアーナの狩り』（1334年頃）、『フィローストラト』（1335年頃）、『フィローコロ』（1336年頃）などがあり、ナポリからフィレンツェに帰国した時期の作品には『テーセウス物語』（1340年 - 1341年）、『愛の幻想』（1342年 - 1343年）、『フィアンメッタ悲歌』（1343年 - 1344年）、『名婦列伝』(1361年 - 1362年)、『異教の神々の系譜』（1350年 - 1375年頃）がある。
ダンテの50歳ほど年下であるが、最も早いダンテの理解者、賛美者であった。戯曲（Commedia）とのみ題されていたダンテの叙事詩に神聖なる（Divina）の冠辞を付け、『神曲』の名を定着させたのはボッカッチョである。
また、ペトラルカとは親交が深く、互いに研鑽し合い、その創作活動はリナッシメント（イタリア・ルネサンス）の先駆けにもなった。

## 主な訳書
- 『デカメロン』、河島英昭 訳、講談社文芸文庫 上下、1999年
- 『デカメロン』、平川祐弘 訳、河出書房新社、2012年／河出文庫 上中下、2017年
- 『フィローストラト』、岡三郎訳・解説、国文社「トロイア叢書」、2004年
- 『名婦列伝』、瀬谷幸男 訳、論創社、2017年
- 『名婦伝 ［ラテン語原文付］』、日向太郎 訳、知泉書館、2024年

### 伝記
- アンリ・オヴェット『評伝ボッカッチョ　中世と近代の葛藤』大久保昭男訳、新評論、1994年